# 飯泉征貴
飯泉 征貴（いいずみ まさき、1976年9月6日 - ）は、日本の俳優である。埼玉県出身。

## 人物
- 2008年4月開始のブログ『イズミズムMAX』の2008年6月10日に投稿された記事（2020年3月19日確認）によると、「1987年、小学5年生に、『男はつらいよ 寅次郎サラダ記念日（監督・山田洋次、松竹）』でデビュー。」とある。
- 上述のブログのプロフィールは「この間まで俳優をやっていた」と、俳優としての仕事は、過去の形で記されている。なお、2008年10月にイズミズムMAX（2008年4月23日に投稿した記事によると、劇団名ではなく「演劇ユニットの呼び名」）の第1回公演作品となった舞台作品『豚と父さん』の脚本と演出を担当している。

## 出演

### 映画
- かあちゃん（監督・市川崑、2001年、東宝）- 次郎 役
- 夏のページ - 松本一平 役
- 戦争と青春（監督・今井正、1991年、松竹）- 花房新一 役
- ゴジラ×モスラ×メカゴジラ 東京SOS（監督・手塚昌明、2003年、東宝）- 特自分析中隊通信士 役[1]

### テレビドラマ
- 光戦隊マスクマン 第38話「タケルが消される時間」（1987年11月14日、テレビ朝日）- 少年時代のタケル 役
- 仮面ライダーBLACK 第12話「超マシン伝説誕生」（1987年12月20日、東映、毎日放送）- 大門輝一 役
- 男と女のミステリー『親たちの受験期』（1989年1月20日、フジテレビ系列）
- 『教師びんびん物語II』（1989年4月～6月、フジテレビジョン、東宝）- 6年徳川組の生徒 役
- 『砂の家』（1989年4月～6月、東海テレビ放送）- マサト 役
- 子どもパビリオン（NHK総合テレビ）
  - 「キッドストリート2 ホールドアップ 手をあげろ」（1990年6月15日）
  - 「キッドストリート4 猫だけが知っている」（1991年3月1日）
- 『将軍家光忍び旅』第21話「瞼の父、お蔦、涙の再会」（1991年）- 工藤数馬 役
- 火曜サスペンス劇場（日本テレビ）
  - 『地方記者・立花陽介2 伊賀上野通信局』（監督・森﨑東、1993年10月19日）
  - 『身辺警護3 マルタイの教育評論家の女は昔、ひまわり先生と呼ばれた中学教師』（1999年5月18日）
- 土曜ワイド劇場
  - 『西村京太郎トラベルミステリー25 東北新幹線やまびこ5号の殺意』（1994年1月15日、テレビ朝日）
  - 「森村誠一の終着駅シリーズ13 殺人の赴任」（2001年1月13日）- 学生・岩木秀男 役
- 『ナースのお仕事スペシャル』（1997年4月4日、フジテレビ系列）
- 女と愛とミステリー（テレビ東京）
  - 『信濃のコロンボ事件帳1 死者の木霊』（2001年11月11日）- ホテル「猪戸館」ラウンジ係・根岸三郎 役
  - 嘱託刑事・小山田昭平「旅路の果て」（2001年10月3日） - 丹羽 役
- さくら（2002年4月1日～9月28日）- 沼田健一と沼田筆子の長男で、沼田大介の兄・沼田省一 役

### 吹き替え

#### 映画（吹き替え）
- グーニーズ（クラーク・デヴリュー〈コリー・フェルドマン〉[2]）※VHS・DVD・BD版
- バックマン家の人々（ゲリー〈リーフ・フェニックス〉）※VHS版
- ブラザーフッド（ヨンソク）
- メイフィールドの怪人たち（リッキー・バトラー〈コリー・フェルドマン〉）
- ロード・オブ・ザ・リング三部作（ペレグリン・トゥック / ピピン〈ビリー・ボイド〉）
  - ロード・オブ・ザ・リング
  - ロード・オブ・ザ・リング/二つの塔
  - ロード・オブ・ザ・リング/王の帰還

#### ドラマ
- ER緊急救命室 シーズン11（ジェイク・スキャンロン〈アイオン・ベイリー〉）
- NYPD15分署

#### アニメ
- ロード・オブ・ザ・リング/ローハンの戦い（シャンク[3]）